# Martin Sarmiento Jumoad
Martin Sarmiento Jumoad (Kinasang-an, cidade de Cebu, 11 de novembro de 1956) é um clérigo filipino e arcebispo católico romano de Ozamis.
Martin Sarmiento Jumoad foi ordenado sacerdote em 7 de abril de 1983.
O Papa João Paulo II o nomeou Prelado de Isabela em 21 de novembro de 2001. O arcebispo de Zamboanga, Carmelo Dominador Flores Morelos, deu-lhe a consagração episcopal em 10 de janeiro do ano seguinte; Co-consagrantes foram Antonio Javellana Ledesma SJ, Prelado de Ipil, e Angelito R. Lampon OMI, Vigário Apostólico de Jolo.
O Papa Francisco o nomeou Arcebispo de Ozamis em 4 de outubro de 2016.